# 현미녹차
현미녹차(玄米綠茶)는 볶은 현미와 혼합한 녹차이다. 한국에서는 녹차와 현미차의 혼합으로 여겨진다. 일본식 현미녹차인 겐마이차는 현미를 찐 후 볶아서 튀밥처럼 튀기는 점이 다르다.

## 만들기
한국에서는 증제차(덖지 않고 찐 찻잎) 녹찻잎과 볶은 현미를 혼합해 만든다. 잎차나 티백으로 마시며, 한국제다와 설록차 등에서 제조·판매한다.

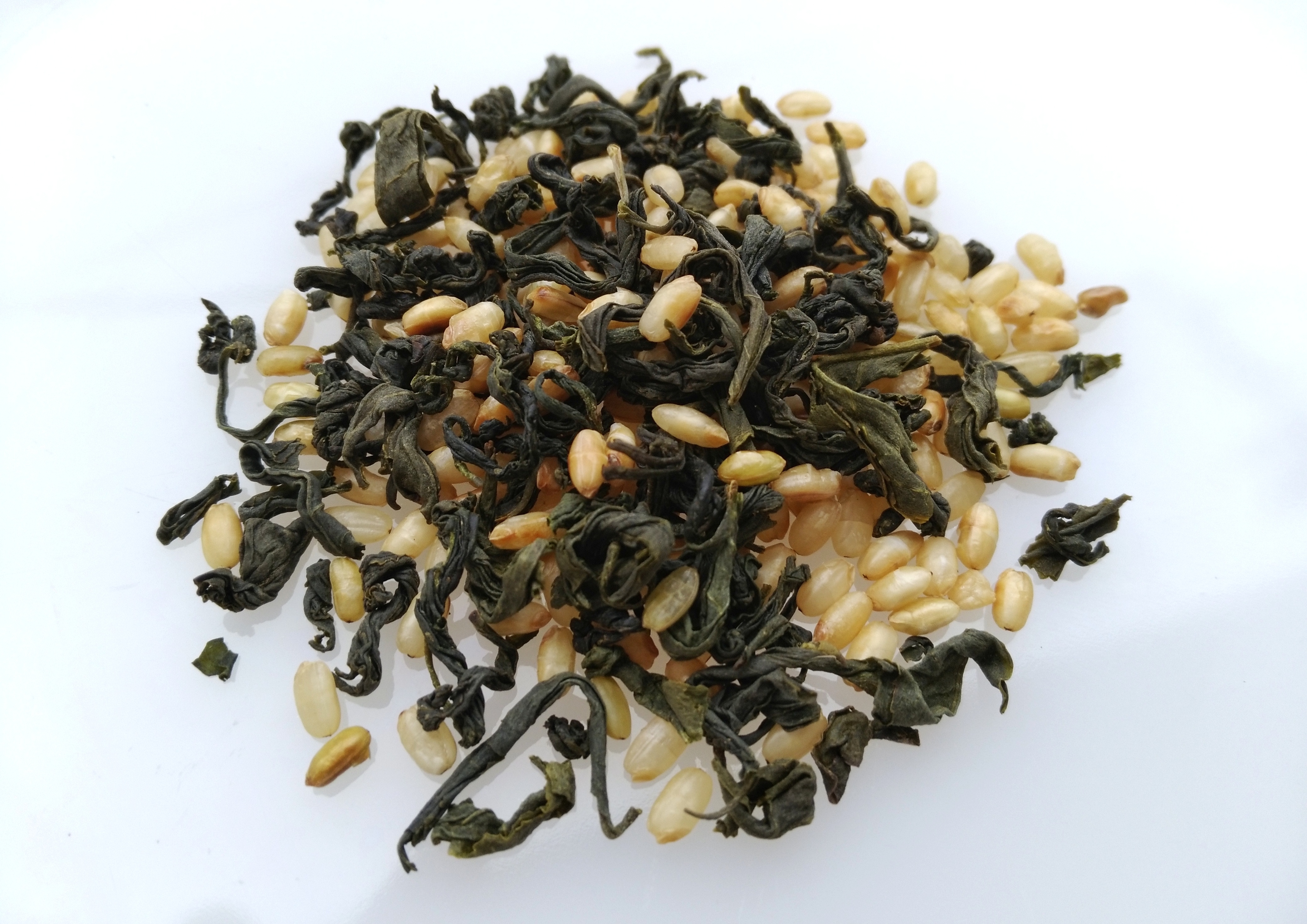
현미녹차
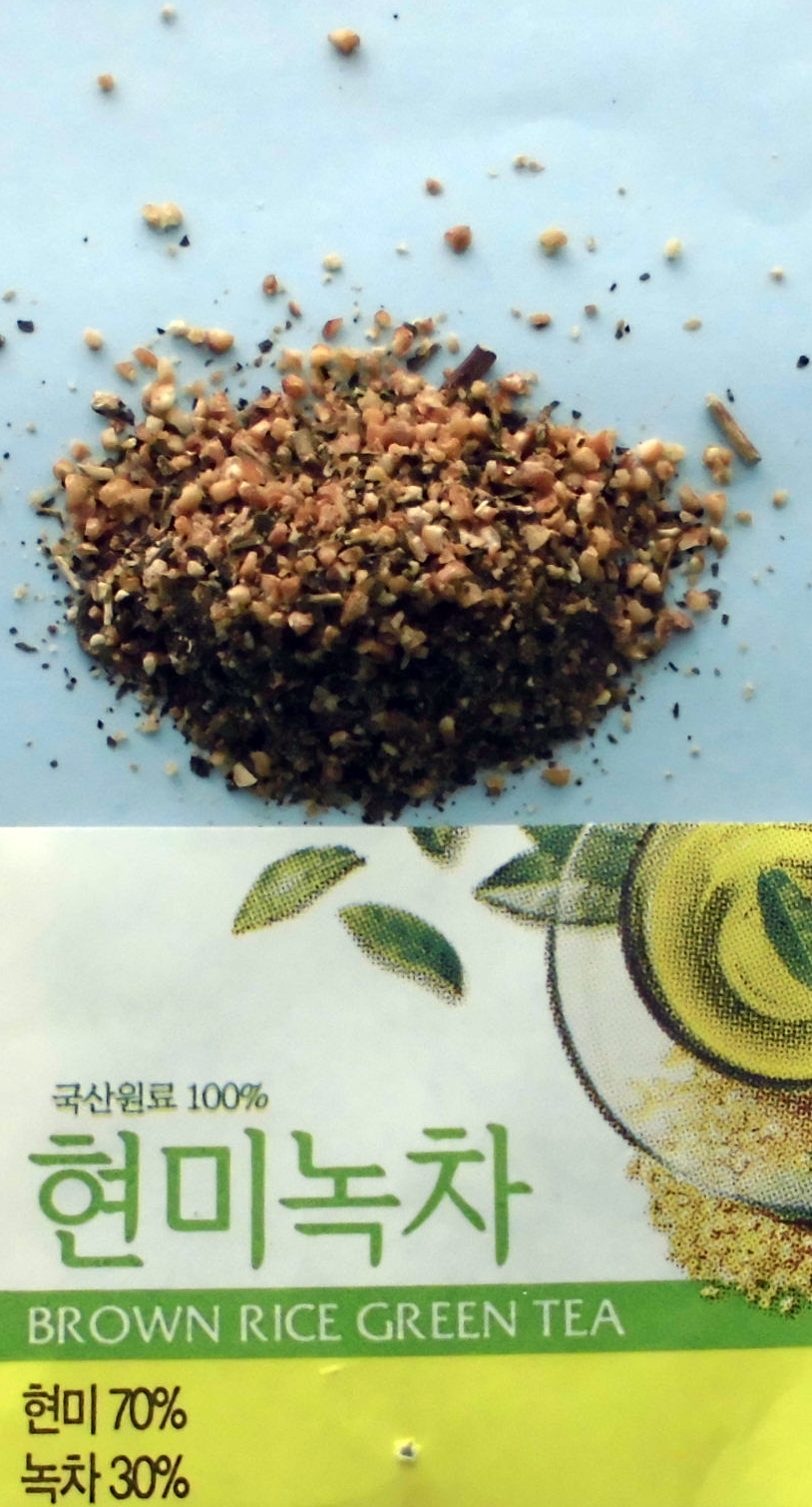
현미녹차 티백

## 영양
현미녹차 200g은 610kcal이며, 탄수화물 141.6g, 단백질 26g, 지방 6.8g, 나트륨 12mg을 함유하고 있다.

## 같이 보기
- 겐마이차
- 녹차
- 현미차